# Потяк Микола Васильович
Микола Вас́ильович Пот́як — (4 червня 1930 — 14 січня 2019 с.Криворівня Верховинського р-н Івано-Франківської обл., Україна) упродовж 1944 – 1945 рр. був кур’єром Криворівнянського самооборонного кущового відділу Воєнної округи-4 «Говерла» УПА-Захід. Псевдо «Ясен».

## Життєпис
Народився Микола Васильович Потяк 4 червня 1930 року у селі Криворівні Косівського повіту Станиславівського Воєводства (нині Івано-Франківська область) у родині селянина. З дитинства виховувався в духовно-патріотичному оточенні. Запам’ятовував розповіді батька про Першу Світову війну, в якій той воював за Австро-Угорську імперію.
За знайдений у Миколи тризуб взяли його на розстріл. Уся опергрупа вела по ньому вогонь, та він утік. Друга світова війна була перешкодою у здобутті освіти. Хлопець і самоуком здобував знання. Закінчив початкову школу у селі Криворівні, неповно-середню (тоді семирічку) — у селі Верхній Ясенів.
Упродовж 1944–1945 рр. був кур’єром Криворівнянського самооборонного кущового відділу Воєнної округи-4 «Говерла» УПА-Захід. Псевдо «Ясен». Займався розвідкою, доставкою повстанської пошти, листівок, речей, відповідав за безпеку переміщення бойових груп, командирів. Згодом був змушений тікати та переховуватися. Хлопця знала сільська самооборона як кмітливого, надійного і відважного, коли на стійках в селі вартував спокій повстанців. Стрибки намагалися залучити його до себе, він уникав. Як підозрілого в ворожому ставленні до влади, його двічі ловили до висилки, а він втікав, двічі стріляли і не вбили.
У 1950 – 1953 рр. пройшов строкову службу в лавах Радянської армії (Далекосхідний військовий округ). Єфрейтор, зенітник. Згодом повернувся до рідного села. Закінчив середню вечірню школу — у Верховині (тодішньому Жаб’ї). У комсомол, а згодом і в компартію не вступав.
Після закінчення Івано-Франківського медичного інституту (1961) працював педіатром у медичних установах Косівського, Коломийського, Городенківського та Верховинського районів Івано-Франківської обл. Найбільше, і до виходу на пенсію, працював на Верховинщині, переважно педіатром. По селах організовано запобігав епідеміям, які сотнями забирали життя дітей різного віку, у тому числі і його трьох братчиків і сестрички. Відзначався нагородами Обласного відділу охорони здоров’я та Обласної профспілки медпрацівників.
У мирний час Микола переозброївся на ідеологічну боротьбу. Читав, вивчав заборонену літературу, нелегально вів пропаганду на розвал Союзу-імперії. Від Товариства української мови ім. Тараса Шевченка, Народного Руху, християнських партій дійшов до Громадської організації «Всеукраїнська правозахисна організація „Меморіал“ імені Василя Стуса». 
Микола Потяк був активним учасником проекту «Творча криївка».

## Нагороди
- 18 серпня 2011 року — Почесна відзнака "100-річчя від дня народження Головного Провідника ОУН Степана Бандери”.[5]